# Steag de provă

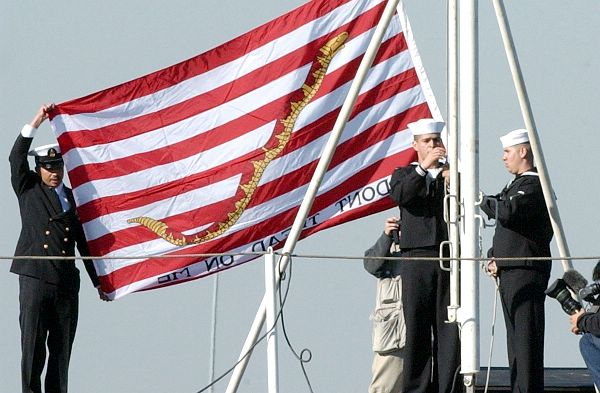
Steagul de provă al Statelor Unite ridicat la prova USS Kitty Hawk în 23 decembrie 2011

Steagul de provă este steagul național ridicat la prova unei nave militare.

## Legături externe
- de Abbildung und Kurzbeschreibung der Flaggenführung
- en FOTW (Flags of the World) website on jacks
- en FOTW Dictionary of Vexillology: J (Jack - Jolly Roger)